# Ловцов, Дмитрий Петрович
Дмитрий Петрович Ловцов (8 ноября 1924 (8 июля 1923) г. Закаменск, Бурят-Монгольская АССР, РСФСР, СССР — 26 марта 2018, Москва, Россия) — советский и российский учёный-металлург, кандидат технических наук.

## Биография
Родился в семье потомственных забайкальских казаков 8 ноября 1924 года. После гибели отца, Петра Федоровича Ловцова, в бою под г. Ржев в 1943 г., изменил дату рождения на 8 июля 1923 г. и отправился в военкомат. Был направлен в Черниговское военно-инженерное училище, которое в это время было эвакуировано в г. Иркутск. После окончания ускоренных курсов в военно-инженерном училище в мае 1943 г. он прибыл в действующую армию и до конца войны воевал в составе воздушно-десантных войск в Белоруссии, Польше, Венгрии, Австрии, Чехии.
После Великой Отечественной войны вернувшись в свой городок, экстерном сдал экзамены за 9 и 10 классы. Затем поступил в и окончил Московский институт цветных металлов и золота (МИЦМиЗ). 
В 1955 году защитил диссертацию на соискание учёной степени кандидата технических наук по теме «Исследование процессов газонасыщения и газовыделения в металлах и сплавах».
С 1959 по 1961 год Дмитрий Петрович Ловцов занимал должность старшего научного сотрудника в Государственном институте редких металлов (ГИРЕДМЕТ).
В 1959 году в городе Красноярске, согласно решению Совета Министров СССР, был основан «Красноярский институт цветных металлов» имени М.И. Калинина (КИЦМ). Для работы в новом институте из Москвы в Красноярск были командированы молодые кандидаты наук и аспиранты, среди которых находился и доцент Д.П. Ловцов. 
В начале 1960 годов был основателем и первым руководителем кафедры литейного производства Красноярского института цветных металлов.
В первые годы после формирования кафедры Ловцов сыграл ключевую роль в её развитии и становлении, а также в создании кадрового состава. Под его руководством в 1964 году состоялась первая научно-техническая конференция по вопросам литейного дела, где был выпущен первый сборник научных докладов. В декабре 1964 года состоялся первый выпуск специалистов-литейщиков Красноярского института — всего было подготовлено 11 выпускников. 
После этого, в 1965 году, Дмитрий Петрович возвратился в Москву.
В 1965—1972 году работал заведующим лабораторией ВЭИ С 1972 по 1992 год был заведующим сектором Гипроцветметобработки, в 1992 году — заместитель генерального директора по науке ЗАО «ЗИОНИТ».

## Научная деятельность
Ловцов создал научные направления и руководил работами по комплексному исследованию влияния физических методов воздействия на расплав, на структуру и свойства литых заготовок и изделий из них, разработал основные принципы создания сплавов со специфическими свойствами.
На основе результатов этих исследований и разработок были решены проблемы: состава и технологии производства сплава в кокиль авто- и тракторных поршней, технологии выплавки и получения высококачественных чушек из кремнистой латуни ЛК80-3Л, состава сплава и технологии производства крупнокристаллической литой заготовки для изготовления линий задержки с малым затуханием ультразвуковых колебаний радиолокаторов для обнаружения цели на расстоянии более 1500 км, технологии изготовления головки из полупроводникового кремния системы пассивного наведения ракеты в цель, состава припоя и технологии соединения полупроводникового элемента с металлическим корпусом приборов системы ориентации космического корабля в полете, создания полупроводникового прибора с жидкометаллическим контактом, технологии получения литых заготовок и прокатки фольги из заэвтектического силумина, разработки литейной оснастки и технологических параметров литья слитков из оловянистых бронз, разработки технологического процесса непрерывного литья полосовой заготовки из латуни с совмещением с прокатной в одной технологической линии (процесс внедрен в производство впервые в мировой практике в СССР и ЧССР в 1979—1980 гг) и т. д.
Оригинальные технологические процессы плавки и литья, разработанные и внедренные в производство под руководством и при непосредственном участии Дмитрия Петровича удостоены золотой, шести серебряными и восьми бронзовыми медалями ВДНХ СССР.
Дмитрий Петрович, член-корреспондент РАЕН, автор около 400 научных трудов и 52 изобретений — авторских свидетельств и патентов РФ, США, Канады, Великобритании, Франции, Швеции, Бельгии, ФРГ, Японии. Под его руководством подготовлено 15 кандидатов наук, более ста высококвалифицированных инженеров литейщиков, многие из которых стали крупными руководителями предприятий и организаций страны.